# San Bartolomé Loxicha
San Bartolomé Loxicha là một đô thị thuộc bang Oaxaca, México. Năm 2005, dân số của đô thị này là 2617 người.